# Marija Kovač
Marija Kovač, slovenska komunistka, ilegalka in prvoborka, * 1914, Radeče. - umrla 2010.
Leta 1939 je vstopila v KPS. Od samega začetka je sodelovala v NOB, kjer je delovala kot ilegalna aktivistka OF v Prekmurje. 1943 je bila ujeta in poslana v KZ Auschwitz.

## Odlikovanja
- red bratstva in enotnosti II. stopnje
- medalja za hrabrost
- medalja zasluge za ljudstvo
- partizanska spomenica 1941